# Wollendorf
Wollendorf ist ein Ortsteil des Neuwieder Stadtteils Feldkirchen in Rheinland-Pfalz. Bis 1966 war Wollendorf eine eigenständige Gemeinde.

## Geschichte
Das Gebiet des heutigen Wollendorfs war schon früh besiedelt, die frühesten Funde stammen aus der Bronzezeit.  In römischer Zeit verlief hier von Ende des ersten bis zur Mitte des dritten Jahrhunderts der Obergermanische Limes, von dem auf der Wollendorfer Gemarkung noch sichtbare Spuren erhalten sind. Auch nach dem Abzug der Römer entstand kein siedlungsleerer Raum, wie fränkische Funde belegen.
Die Ortschaft Wollendorf selbst entstand um einen freiadligen, burgartig befestigten Herrensitz, der sogenannten Burg Wollendorf, von der heute noch die Grundmauern erhalten sind. Die Kellergewölbe sollen aus dem 11. oder dem 12. Jahrhundert stammen. 1840 wurden der Fachwerkoberbau und der runde Turm bis auf den heute noch stehenden Stumpf abgetragen. Urkundlich erwähnt wurde die „Burg“ erstmals 1202 in der Stiftungsurkunde der Abtei Sayn mit dem Ministerialen Arnold von Wolvinsdorp. Dieses Geschlecht scheint schon 1269 ausgestorben zu sein.
Die „Burg“ wurde im Laufe der Jahrhunderte vielfach umgebaut und erweitert und ist heute ein Wohnhaus. In Gerichtsakten aus dem 13. und 14. Jahrhundert werden mehrfach in leicht variierenden Schreibweisen die Herren von Wolvindorp genannt. Daher wird auch vermutet, dass der Name Wollendorf einen Bezug zum Wolf oder zu dem Familiennamen Wulfilo hat.
Wollendorf bildete zusammen mit den Ortsteilen Fahr, Gönnersdorf, Hüllenberg, Rockenfeld und Rodenbach das Kirchspiel Feldkirchen (ehemals auch Veltkirgen), benannt nach der um 1200 in der heutigen Form gebauten Feldkirche.

### Eingemeindungen
Im Mai 1966 wurde nach einem Mehrheitsbeschluss des damaligen Gemeinderats die bisher eigenständige Gemeinde Wollendorf zusammen mit benachbarten Gemeinden zu einer Großgemeinde unter dem historischen Namen Feldkirchen zusammengeschlossen. Die Verfügung der Bezirksregierung Koblenz trat mit Wirkung vom 1. August 1966 in Kraft. Feldkirchen gehörte zum Amt Niederbieber-Segendorf (ab 1968 Verbandsgemeinde Niederbieber-Segendorf).
Im Vollzug der vom Landtag Rheinland-Pfalz am 13. Juli 1970 beschlossenen Verwaltungsreform, die am 7. November 1970 in Kraft trat, wurde die Gemeinde Feldkirchen aufgelöst und der „Neuen Stadt Neuwied“ zugeordnet. Damit kam Wollendorf als Teil des Stadtteils Feldkirchen zur Stadt Neuwied.